# Iglesia de la Asunción (Aldeacipreste)
La iglesia de la Asunción es un inmueble de la localidad española de Aldeacipreste, en la provincia de Salamanca.

## Descripción
El edificio se encuentra en la localidad española de Aldeacipreste, perteneciente a la provincia de Salamanca, en la comunidad autónoma de Castilla y León. Se menciona como iglesia parroquial del lugar en el primer volumen del Diccionario geográfico-estadístico-histórico de España y sus posesiones de Ultramar de Pascual Madoz, donde aparece descrita con las siguientes palabras:

La igl. parr. (la Asuncion de Ntra. Sra. de primer ascenso) sit. al mediodia del pueblo; es un edificio pequeño, aunque sólido, especialmente la torre, construida de piedra berroqueña, perfectamente labrada en piezas grandes, y casi iguales, con un siglo de posterioridad al resto del templo: el curato es perpétuo; se halla servida por un ecónomo, un sacristan y dos acólitos, y tiene un anejo con parr., de la misma adovacion que la matriz, llamado Balbuena.
(Madoz, 1845, p. 488)